# Poil
Cet article concerne l'acception stricte du poil comme phanère kératinisé caractéristique des mammifères. Pour les autres significations, voir Poil (homonymie).

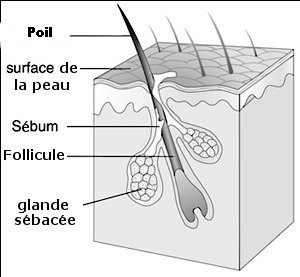
Follicule pileux.

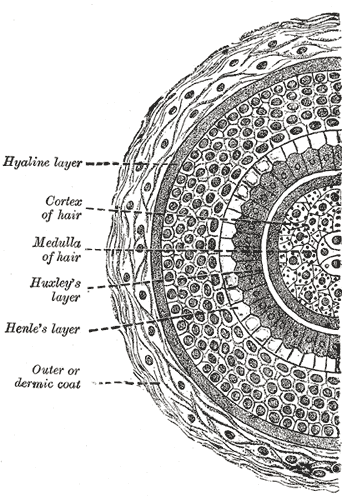
Description de la structure interne d'un cheveu (vu en coupe).

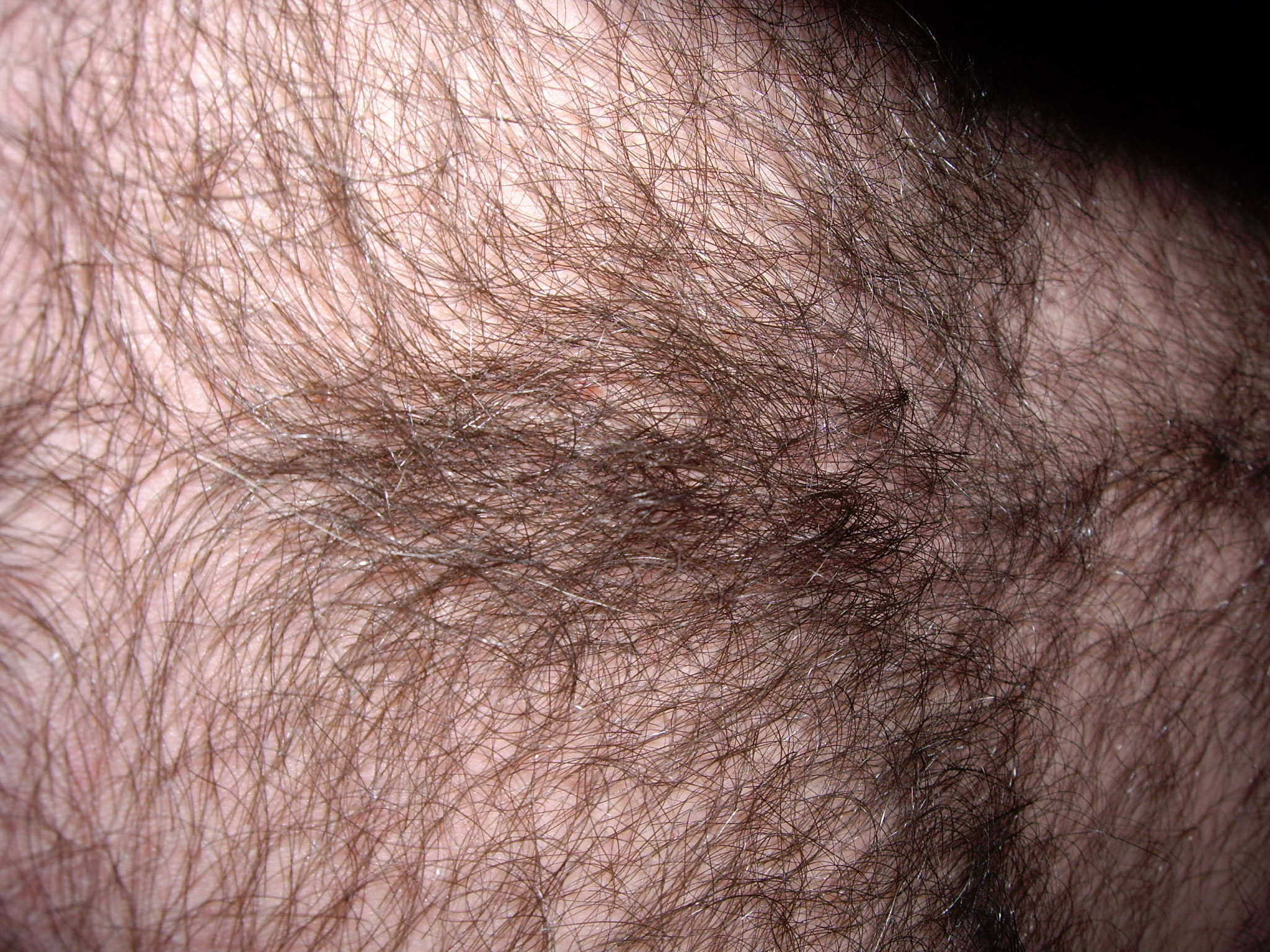
Certains hommes, et plus rarement des femmes, ont une pilosité abondante dans le dos, le cou et sur les membres.

Le poil est à la fois une production filiforme de l'épiderme et l'un des plus petits organes, couvrant partiellement ou intégralement la surface de nombreux êtres vivants végétaux et animaux. Parmi les vertébrés, les poils sont caractéristiques des mammifères, tout en étant présents aussi bien chez les arthropodes (ex : mygales) que chez les annélides (ex : polychètes).
Il existe diverses appellations des formations pileuses. Chez les animaux et en particulier les vertébrés, lorsque la couverture pileuse de la peau est complète, on parle de pelage (la fourrure comprenant à la fois les poils et la peau). Chez l'humain, la pilosité couvrant le crâne en dehors du visage est appelée chevelure, celle couvrant la mâchoire et le cou (lorsque les poils ne sont pas du duvet) est appelée barbe, les gros poils couvrant les arcades sourcilières sont appelées sourcils, ceux bordant la lèvre des paupières sont appelés cils, les poils les plus fins (les moins visibles) sont qualifiés de duvet. Il existe beaucoup d'autres désignations telle la crinière chez l'animal à propos des hyperpilosités situées dans la région du cou, les crins concernant des poils durs et longs au niveau de la queue et du cou de certains taxons, les soies concernant de petites brosses chez certains insectes, et cætera.

## Anatomie générale
Un poil est constitué :
- d'un bulbe ou "racine", où de nombreuses cellules souches sont actives
- d'une tige pileuse sortant du bulbe, comprenant en couches concentriques cortex, medulla puis cuticule

D'autres organes et systèmes peuvent s'associer au poil selon sa fonction, sa place et le taxon considéré.

### Mammifères
Chez les mammifères, le poil prend naissance dans une formation appelée follicule pileux, où le poil est souvent associé à des glandes sudoripares, parfois à un mécanorécepteur (ex : vibrisse) et aussi de tout petits muscles qui redressent le poil en fonction de divers stimuli (froid, stress, etc). Il peut arriver que plusieurs poils poussent à partir du même follicule pileux ; ce qui occasionne parfois des troubles de la pousse du poil tel que poil incarné (la tige pileuse pousse sous la peau) ou frisure du poil (la structure est fragilisée et inhomogène, d'où les variations d'épaisseur et les ondulations qui en résultent).

#### Horripilation
Chez une grande partie des mammifères[réf. nécessaire], chaque poil du pelage est associé à un muscle appelé muscle arrecteur du poil (ou muscle arrecteur). Celui-ci permet au poil de se dresser dans diverses situations. Dans des cas où la pilosité est importante, l'horripilation générale des poils entraîne un épaississement du pelage, et augmente son pouvoir isolant. On constate effectivement une horripilation lorsque la température de l'organisme diminue. Chez l'homme, ce réflexe s'observe aussi, bien que son rôle n'ait a priori pas d'influence majeure dans l'isolation thermique en raison de la faible pilosité. Ce phénomène est responsable de l'effet chair de poule.
On peut également constater une horripilation en réponse à divers stress. Chez l'Homme, la peur peut entraîner une horripilation importante. Chez certains mammifères, il est possible que l'horripilation subséquente à l'attaque par un prédateur permette, par l'augmentation rapide du volume du pelage, une intimidation dudit prédateur. C'est ce que l'on peut constater chez certains félins, comme le chat domestique.
Par extension, dans le langage courant, une personne très désagréable peut vous "horripiler", ou vous "hérisser les poils".

#### Formation d'un poil
Le poil est enraciné à environ 4 mm sous la peau (derme). Ce phanère se forme au sein d'un follicule pileux, invagination de l'épiderme en contact avec une papille dermique vascularisée. La zone en contact avec la papille, appelée matrice pilaire, est constituée de kératinocytes et mélanocytes qui se multiplient très rapidement par mitoses successives.
Les kératinocytes durcissent pour constituer la tige pilaire puis meurent. Le bulbe pilaire contient un mélanocyte pour une trentaine de kératinocytes. Les mélanocytes transmettent la mélanine aux kératinocytes : la tige pilaire pousse donc pigmentée jusqu'à la disparition des mélanocytes avec l'âge.
Le follicule pileux est en relation avec une glande sébacée ou plusieurs, ainsi qu'avec un petit muscle lisse, le muscle arrecteur aussi appelé muscle horripilateur.
Le cycle de vie de chaque poil se divise en trois phases, la phase anagène (la jeunesse), la phase catagène (la vieillesse) puis la phase télogène (la mort). La durée de ce cycle pilaire est asynchrone et varie en fonction des zones chez l'homme (de 6 à 7 mois pour la moustache et la lèvre supérieure, de 9 mois pour les avant-bras, de 15 mois pour le menton, de 16 mois pour les jambes, de 18 mois pour le maillot et les aisselles, de 2 à 6 ans pour les cheveux), ce qui explique la finesse des poils selon leur durée de cycle dans ces zones. Cycle après cycle, la gaine conjonctive du follicule pileux se durcit et se réduit (phénomène de la miniaturisation du follicule pileux), ce qui freine la phase anagène du poil qui dure moins longtemps et devient plus fin, formant progressivement un duvet ou une alopécie.

#### Génétique et système pileux
Certains gènes codent des protéines ayant une importance pour la kératine. Chez la souris une anomalie d'un tel gène (TGFα gene) conduit à des anomalies structurelles de la peau et des follicules, un pelage ondulé, des moustaches (vibrisses) anormalement frisées (dès la naissance), avec souvent également une inflammation de la cornée apparaissant avec l'âge

### Chez les végétaux?
L'équivalent des poils (trichomes) existe chez de nombreuses plantes, avec des rôles mal compris, parfois protecteurs et éventuellement transformés en épines ou dards (ex. : ortie). Dans certains cas, les poils semblent jouer un rôle important de capteur de particules ou de capteurs d'eau en nucléant la rosée.

## Rôles

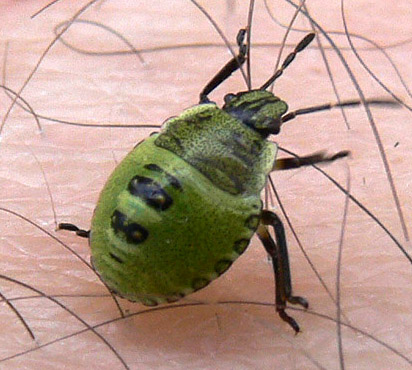
Le poil étend la sensibilité de l'organisme, permettant par exemple la détection d'un insecte très petit en mouvement sur la peau (ici, il s'agit de la larve d'une punaise).

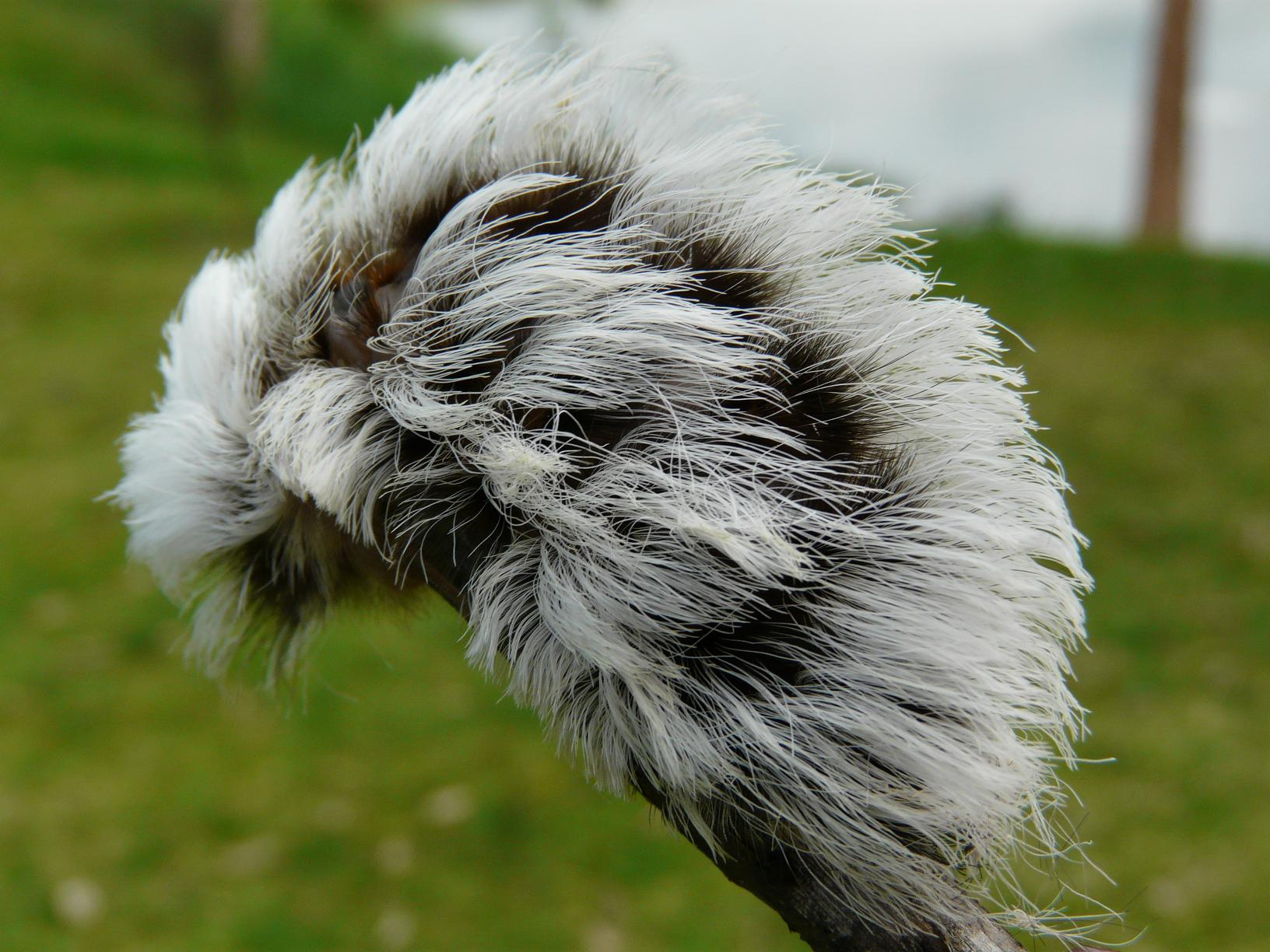
La « pseudo-fourrure » de cette larve d'un papillon de la famille des Megalopygidae (famille de « papillons à fourrure ») est constituée de poils faisant fonction d'épines venimeuses. Elles causent des réactions extrêmement douloureuses dans la peau humaine. Les réactions sont parfois localisées à la zone touchée, mais sont souvent très graves, rayonnant d'un membre et causant brûlure, enflure, nausées, maux de tête, douleurs abdominales, éruptions cutanées, cloques, et parfois des engourdissements ou des difficultés respiratoire. En outre, il n'est pas rare de trouver une transpiration anormale ou une urticaire à l'endroit de la piqûre. Les cas de piqûre sont plus fréquents de juillet à novembre, mais quelques cas sont observés le reste de l'année.

Les poils des mammifères ont des fonctions très diverses.
Quand il s'agit de pelage ou de fourrure, la fonction la plus communément admise est celle d'isolant thermique, rendu nécessaire par l'homéothermie des mammifères. On pourra noter que les oiseaux, qui sont le second clade de vertébrés homéothermes, possèdent une structure analogue, la plume, qui remplit cette même fonction. En deçà d'une certaine densité des poils, le pelage peut agir inversement comme un moyen de perdre de la chaleur, tels les poils des éléphants qui agissent comme des ailettes qui augmentent la surface d'échange et donc les transferts thermiques. On note le même système de thermorégulation chez le chien, qui pour certaines races, malgré un poil dense, lui permet de maintenir sa température corporelle constante (lui tenir chaud en temps froid et le maintenir frais en temps caniculaire). C’est un système équivalent chez certaines autres espèces.
Pour autant, il existe de nombreux types de poils, et tous n'ont pas ces fonctions de thermorégulation.
La couleur et les motifs du pelage sont aussi des signes de reconnaissance intraspécifique ou peuvent jouer un rôle de camouflage chez certaines espèces.
De nombreux mammifères, possèdent sur le museau, à proximité de la bouche de longs poils (les vibrisses) qui ont un rôle sensitif complexe. On trouve des vibrisses notamment chez les Carnivores, et les Rongeurs qui se montrent capables de mouvoir leurs vibrisses dans les trois dimensions, avec des mouvements de protraction-rétraction et des possibilités de torsion (jusqu'à 100 °) qui semblent jouer un rôle important dans l'utilisation des vibrisses comme récepteurs sensoriels, passifs et actifs. Une expérience a consisté à faire bouger les vibrisses de rats anesthésiés et d'observer la réponse électrique des neurones de premier ordre dans le ganglion trijumeau ; ces derniers présentent un « riche répertoire de réponses, qui ne pouvait pas être déduit de leurs réponses aux stimuli de déviation passive ». Les neurones individuels réagissent différemment selon quatre types d'événements : mouvement de fouet ou neurone fouetté, contact avec un objet, en mouvement de pression contre l'objet, puis sensation de détachement de l'objet. Le cerveau semble ainsi également être informé sur la position précise des vibrisses et de leurs mouvements,,.
Les poils, cheveux et autres phanères semblent pouvoir contribuer à la détoxication de l'organisme (moins que le foie ou le rein), mais significativement pour les animaux qui produisent beaucoup de poils ou qui subissent des mues fréquentes. On y retrouve, par exemple, une partie de substances toxiques telles que le plomb, le mercure ou l'arsenic absorbés par l'individu via l'alimentation ou la respiration dans les mois ou années précédents. L'examen morphologique, sérologique et chimique de poils ou cheveux humains à des fins médicales ou de monitoring est expérimentée dans les années 1960 à 1970, par exemple pour rétrospectivement évaluer une exposition de l'individu à des métaux lourds toxiques, mais les moyens d'analyses ne permettaient pas encore des résultats assez précis concernant les molécules organiques pour étendre la technique aux médicaments. C'est devenu possible à partir des années 1980 (dosage plus sensible et plus spécifique, grâce notamment à la radio-immunologie et la chromatographie en phase gazeuse/spectrométrie de masse, qui en théorie permettent de reconstituer l'histoire récente d'un individu en termes d'exposition à des toxiques, médicaments, drogues, etc. Après avoir soigneusement lavé l'échantillon pour éviter les risques de contamination externe.
Chez l'humain, la pilosité est actuellement relativement réduite en comparaison de la moyenne des mammifères. Le rôle de protection thermique semble mineur. On peut supposer qu'il reste important pour la seule zone du corps systématiquement recouverte d'une pilosité importante, la partie supérieure de la tête (chevelure). Ceci n'est cependant qu'une supposition qui mériterait vérification.
Sous les bras et autour des organes génitaux les poils semblent avoir la fonction de diminuer l'échauffement et les inflammations, ainsi que d'augmenter l'évaporation de la transpiration, et peut-être la diffusion d'hormones.[réf. nécessaire]
Les poils constituant les cils et les sourcils semblent avoir un rôle de protection de l'œil contre les impuretés et la sueur[réf. incomplète].
Dans les oreilles et le nez, des poils semblent jouer le rôle de filtre et d'alerte en cas de pénétration (insecte, objet...). Certains stimuli des poils du nez déclenchent par exemple l'éternuement.

## Médecine et sciences

### Analyse des poils (ou cheveux)
- Analyse à fin d'identification : les poils de mammifères, qui peuvent notamment être récoltés sur des pièges à scotch, sont utilisés par les naturalistes pour identifier des animaux (espèce)[12] voire des individus au sein d'une population, via l'information génétique (ADN) qu'ils contiennent sur l'individu ou la population dont il fait partie. 
C'est en particulier l'une des techniques utilisées :
  - en zoologie, pour le suivi d'animaux devenus rares ou difficiles à observer : loup, ours…
  - en criminologie (de même que les cheveux), pour la recherche d'indices ou même de preuves (étude de la cuticule, de l'indice médullaire).
- En toxicologie ou écotoxicologie ou pour la police criminelle, l'analyse du plomb, du mercure, de l'arsenic, etc dans les poils ou cheveux permet d'identifier un empoisonnement par ces métaux.
- Dans le domaine médical ou vétérinaire, on considérait traditionnellement que la vigueur et la brillance du poil d'un animal, voire du cheveux humain pouvait donner des informations sur l'état de santé. 
Des études ont porté sur les oligo-éléments et métaux-traces trouvés dans les cheveux ou poils. Certaines ont montré que le taux moyenne en certains oligo-éléments essentiels est inférieur chez les patients victimes de certaines maladies, ou que le taux en éléments toxique augmentait dans d'autres, ou parfois diminuait (par exemple pour le mercure moins présent dans les cheveux de bébés autistes[13], mais plus dans leur cerveau). L'analyse capillaire peut donc secondairement contribuer au diagnostic, post-mortem notamment de maladies spécifiques ou empoisonnements. 
Des associations statistiquement significatives ont aussi été trouvées entre les résultats d'analyses des cheveux et certaines variables démographiques. Par contre, la corrélation entre la présence d'éléments essentiels dans les cheveux d'animaux et de ces mêmes éléments dans les organes n'est que rarement vérifiée[14]. 
La marge d'erreur dans les analyses peut être significatives[15]. Dans le domaine médical, la normalisation et certification des laboratoires pour l'analyse de poils, est en cours d'organisation[16].
- La lutte antidopage peut utiliser des cheveux ou poils pour y trouver la trace d'un dopage chronique ou répétée (profil de consommation sur plusieurs mois, voire des années, selon la longueur de la mèche disponible). L'identification de stéroïdes anabolisants dans les cheveux a fait l'objet de rares publications scientifiques. Une étude a fait un point récent sur les valeurs physiologiques de référence de la testostérone (radio-immunologie, classiquement utilisée pour le dosage de la testostérone plasmatique). 100 mg de cheveux prélevés suffisent. Cette étude a utilisé des cheveux prélevés chez 25 sujets non sportifs (quatre enfants, neuf femmes et 12 hommes). Les échantillons ont été lavés et solubilisés à chaud dans de la soude. Les taux variaient de 0,6 à 2,7 pg/mg chez l'enfant, et de 1,8 à 6,4 pg/mg chez la femme, pour 3,6 à 23,3 pg/mg chez l'homme. Tout résultat dépassant 30 pg/mg doit laisser suspecter (après confirmation d'analyse par la technique de référence qu'est la chromatographie en phase gazeuse couplée à la spectrométrie de masse ou CPG-SM). Ce mode d'analyse simple et rapide permet des résultats rapides pour un grand nombre d'échantillons, et pourrait donc être utilisé pour lutter contre le dopage[17].

### «Mémoire» toxicologique
Le poil est un tissu à croissance plus ou moins régulière, et dépourvu de métabolisme propre après sa synthèse. Mais il peut adsorber certains produits.
Cette double caractéristique explique que :
- La teneur interne d'un poil, par exemple en mercure ou plomb trace (mémorise ou révèle) une contamination de l'organisme de l'individu au moment où il a produit la partie du poil qui a été analysée.
- On a ainsi pu rétrospectivement supposer que Beethoven était mort de saturnisme, à partir d'analyses de mèches de ses cheveux qui avaient été conservés après sa mort[18].
- En Guyane la contamination mercurielle des amérindiens wayana par le mercure des chercheurs d'or est suivie par l'analyse de leurs cheveux[19].
- L’étude des teneurs et rapports isotopiques (par exemple du Deutérium et de l'Oxygène) dans les poils de l’année aident à comprendre les migrations de certaines espèces (chauves-souris par exemple[20]) ; La mue des chiroptères se produit annuellement sous l’impulsion d'hormones. Toutes les chauves-souris des régions tempérées font une mue par an, toujours dans le gîte de reproduction[21] et toujours en fin de saison de reproduction pour les femelles... et quelques semaines après pour les mâles. L'empreinte isotopique de ces poils est caractéristique de la zone où vivait l'animal au moment de la mue. 
Des études de ce type ont aussi déjà permis de préciser les voies et stratégies migratoires de migration d'autres espèces (papillons, oiseaux européens sédentaires...), permettant de mieux comprendre l'écologie et l'utilisation de certains corridors biologiques, leur histoire de vie, autant d'éléments utiles pour la biologie de la conservation. Les marqueurs isotopiques permettent a priori de suivre une grande diversité des espèces animales dans une variété d'habitats, ce qui est « en train de révolutionner la façon dont nous créons des liens entre les phases du cycle annuel des animaux migrateurs. Cependant, les chercheurs doivent faire preuve de prudence dans l'application des méthodes isotopiques »[22].

### Dermatologie
Il existe divers troubles de santé associés au poil :
- Hirsutisme : croissance excessive des poils, soit sur tout le corps, soit en un endroit inaccoutumé, généralement induit par un trouble hormonal.
- Infection des zones poilues : par des champignons dermatophytes comme la teigne provoquant la disparition des poils ; par des corynébactéries causant une trichobactériose visible par la colonisation des poils par des colonies bactériennes
- Interaction entre poil et peau : la maladie pilonidale (du latin : pilus : poil et nidus : nid) est une affection bénigne et fréquente. Le terme kyste sacrococcygien, longtemps utilisé, paraît aujourd'hui inapproprié[23] ; les poils incarnés sont fréquents après le rasage ou l'épilation et visibles à la surface de la peau, ils émergent de leur follicule mais continuent de pousser sous la peau déviant donc de leur trajet normal (hors de la peau). Ils sont généralement cause d'inflammation voire d'infection : folliculite, abcès, etc.
- Formes anormales, avec poils incurvés ou « en tire-bouchon ». Associée à un purpura à tropisme pilaire ou à des pétéchies ou au scorbut, elles peuvent s'accompagner d'une fine hyperkératose pilaire. Elles traduisent une carence en vitamine C[24]. Le scorbut tel qu'il existait chez les marins a reculé, mais le manque de vitamine est fréquent chez le sujet alcoolique dénutri, socialement isolé ou en cas de régime restrictif déséquilibré ou encore chez certains patients psychiatriques.

## Dans la société et la culture humaine

### Rôle sociologique

Distribution de la pilosité chez la femme et l'homme. Seuls les poils terminaux sont représentés : le duvet, plus fin, recouvre la quasi-totalité du corps.

Dans de nombreuses cultures la pilosité, signe de la puberté, est synonyme de virilité alors que la peau lisse est synonyme de féminité (mais ce « lissage » est le plus souvent obtenu grâce à l’épilation).
De plus, dans certaines cultures, le développement de la pilosité et l'opposition rasé (glabre - lisse) / chevelu - poilu furent impliqués dans bien des considérations esthétiques mais aussi morales ou religieuses. En voici quelques exemples :

- En langue grecque, le poil n'est pas distingué du cheveu. En effet, ils sont désignés tous deux par le terme trichos. Et l'une des causes du schisme Orient / Occident paraît résider dans le fait que les Byzantins (comme les Grecs) proscrivaient le rasage alors que les Romains, eux, interdisaient la barbe.
- De même en langue anglaise où hair désigne ces deux types de formation. Et comme l'a montré le fameux opéra-rock Hair son libre développement allait de pair avec la libération des mœurs.
- Sous l'Ancien Régime, on connaît l'importance des barbiers qui étaient également chirurgiens, tel Figaro, distribuaient les saignées mais aussi les billets doux.

.
- En Afghanistan, les talibans lorsqu'ils sont au pouvoir, exigent le port de la barbe (pour l'homme),
- Dans certains pays, le poil est, ou a été objet de censure ; ainsi, au Japon dans les années 1960 à 1990, c'est la vision de la pilosité plus que de la nudité qui était interdite au cinéma ou dans les manga (bandes dessinées). La raison en est la définition légale de l'obscénité, qui mentionnait la vision des poils (pubiens) plutôt que la vision des parties génitales.

### Poils pour pinceaux
De nombreux poils fins d'animaux (martre, petit-gris (écureuil nordique), mangouste, putois) sont utilisés pour confectionner des pinceaux pour artistes. Selon leurs caractéristiques propres (fermeté, souplesse, nervosité, capacité d'absorption de l'eau, etc.), ils seront utilisés pour des techniques fluides (aquarelle, gouache) ou en pâte (peinture à l'huile, peinture acrylique).